# Fernand-Joseph-Louis Lescanne
Fernand-Joseph-Louis Lescanne, francoski general, * 1877, † 1960.